# Sarsonuphis armandi
Sarsonuphis armandi är en ringmaskart som först beskrevs av McIntosh 1885.  Sarsonuphis armandi ingår i släktet Sarsonuphis och familjen Onuphidae. Inga underarter finns listade i Catalogue of Life.